# 法萊賴魏爾湖
47°42′52″N 9°53′10″E / 47.71437°N 9.88604°E
法萊賴魏爾湖（德語：Vallereyer Weiher），是德國的湖泊，位於該國西南部，由巴登-符騰堡州負責管轄，處於拉芬斯堡縣，面積0.01平方公里，海拔高度672米，平均水深0.8米，最大水深2米，水體容量8,300立方米。